# Honeydew
Honeydew is een kleine plaats (unincorporated community) in Humboldt County in het noordwesten van de Amerikaanse staat Californië. Honeydew ligt 27 km ten zuiden van Scotia en ligt op een hoogte van 98 meter.
De streek waarin Honeydew zich bevindt, staat bekend als de "Lost Coast". Door het reliëfrijke landschap is er hier geen state highway aangelegd. Zo stopt de California State Route 1 in Legett, waar de weg een aantal kilometer inlands verdergaat als de U.S. Route 101. Door het gebrek aan wegeninfrastructuur is de Lost Coast de minst ontwikkelde kuststrook van Californië.
Het dorp heeft minder dan 1000 inwoners en bevindt zich meer dan 20 kilometer van de Grote Oceaan. Het eigenlijke dorp bestaat uit niet veel meer dan een winkel, lagere school, postkantoor en een aantal huizen. De meeste inwoners van Honeydew wonen in de heuvels rond de Mattole Valley. Ondanks z'n afgelegen ligging is Honeydew, net als enkele naburige plaatsjes, relatief populair bij toeristen, vooral door de rust.
Er zijn drie wegen waarlangs men Honneydew kan bereiken. De ene komt uit Garberville, die Wilder Ridge Road volgt, een van de straten die door het Redwood National Park loopt. De route via Ferndale omvat vele mooi zichten op de Grote Oceaan en Petrolia. Alle drie deze wegen zijn gelegen op bergen en kunnen zeer verraderlijk zijn bij slecht weer.